# Witzlricht
Witzlricht ist ein Ortsteil der Gemeinde Freudenberg im Landkreis Amberg-Sulzbach in der Oberpfalz in Bayern.
Der Ort Witzlhof (ähnlicher Name !) liegt bei Poppenricht an der Staatsstraße 2040 im Oberpfälzer Landkreis Amberg-Sulzbach

## Lage und Einwohner
Der Weiler liegt etwa drei Kilometer nordöstlich des Gemeindezentrums. Er hatte bei der Volkszählung am 25. Mai 1987 nur 36 Einwohner; 1925 zählte man noch 64 Einwohner. Nach Witzricht führen nur Ortsstraßen von der Staatsstraße St 2399 aus (Wutschdorf oder Hainstetten).

## Windkraft
Bekannt ist der Ort durch die beiden Windkraftanlagen im Freudenberger Oberland, die 2011 aufgestellt wurden. Sie waren die ersten dieser Art im Landkreis Amberg-Sulzbach.